# Zastava Britanskog antarktičkog teritorija
Zastava Britanskog antarktičkog teritorija dodijeljena je 21. travnja 1998. Sadrži grb dodijeljen 1. kolovoza 1963., godinu dana nakon što je stvoren Britanski antarktički teritorij, britanski prekomorski teritorij. Prethodno je teritorij bio dio zavisnosti Falklandskih otoka i koristio je istu zastavu. Dana 30. svibnja 1969. plava zastava s grbom Britanskog antarktičkog teritorija u letjelici uvedena je kao civilna zastava.

## Opis
Zastava je bijela zastava, bez križa, sa zastavom Unije u kantonu, oštećenom grbom Britanskog antarktičkog teritorija, uvedenog 1952. Grb prikazuje lava, koji predstavlja Ujedinjeno Kraljevstvo, i pingvina, koji predstavlja autohtoni životinjski svijet. Grb grba je RRS Discovery, koji je prvi odveo Roberta Falcona Scotta i Ernesta Shackletona na Antarktiku kao dio Britanske nacionalne antarktičke ekspedicije 1901. godine. Trenutno je brod muzej u Dundeeju. Moto na grbu je "Istraživanje i otkriće".
Službeni opis je sljedeći:
Podupirači: u Dexteru lav ili i u Sinisteru carski pingvin na odjeljku podijeljenom na blijedo i predstavlja u Dexteru travnatu planinu, a u Sinisteru santu leda.
Moto: Istraživanje i otkriće.
Ovaj je grb prenesen u B.A.T. 1. kolovoza 1963., s dodatkom kormila, grba i plašta:

## Uporaba i srodne zastave
Zastava se vijori iznad britanskih istraživačkih postaja na teritoriju i u sjedištu British Antarctic Survey u Cambridgeu. Brodovi British Antarctic Survey koriste plavu zastavu na kojoj je oštećen štit iz grba, koji se može vidjeti dolje. Ova zastava uvedena je Kraljevskim nalogom 30. svibnja 1969. Zastava povjerenika za britanski antarktički teritorij, položaj koji trenutno obnaša Ben Merrick, također se vidi ispod.
Zastava je jedina zastava bilo koje britanske regije koja je ikada koristila bijelu zastavu.

## Ostale slike
- Vladina zastava britanskog antarktičkog teritorija
- Zastava povjerenika za britanski antarktički teritorij